# Móse Arensz
Móse Arensz, héberül: משה ארנס (Kaunas, Litvánia, 1925. december 27. – Szavjon, 2019. január 7.) litvániai születésű izraeli repülőmérnök, politikus, védelmi miniszter (1983–1984, 1990–1992, 1999), külügyminiszter (1988–1990).

## Életútja
Kaunasban, Litvániában született zsidó családba. Az apja gyáros, anyja fogorvos volt. Egy éves volt mikor Rigába, Lettországba költöztek és itt végezte az általános iskola tanulmányait. 1939-ben az Egyesült Államokba emigrált a család, ahol apjának üzleti érdekeltsége volt. New Yorkban telepedtek le és Árensz a George Washington Highschoolban folytatta  tanulmányait. A Betar ifjúsági mozgalomban vezetőként tevékenykedett.
A második világháború alatt az amerikai hadsereg mérnöki testületében szolgált műszaki őrmesterként. Az izraeli függetlenségi nyilatkozatot követően 1948-ban Izraelben telepedett le és csatlakozott az Irgunhoz. Észak-Afrikába, főleg Marokkóba és Algériába és Európába küldték, hogy segítsen a helyi zsidó közösségeknek önvédelmi csoportok létrehozásában. 1949 márciusában visszatért Izraelbe, és az Irgunból kiépült Herut párt alapító tagja lett. Mérnökként dolgozott egy amerikai cégnél, amely a Tel-Aviv vízrendszereit tervezte.
1951-ben visszatért az Egyesült Államokba, és mérnöki tanulmányokat folytatott a Massachusetts Institute of Technology-n, majd a California Institute of Technology légiforgalmi mérnöki szakán tanult, ahol Csien Hszüe-szen tanítványa volt, majd egy ideig dolgozott a repülőgépiparban.
1957 és 1962 között a Technion egyetemi tanárként dolgozott. A Háárec újságírójaként is tevékenykedett. Számos cikket és egy könyvet írt a Varsói gettófelkelésről és a Zsidó Katonai Unióról (Żydowski Związek Wojskowy – ŻZW).
1962 és 1971 között az Israel Aerospace Industries vezérigazgató-helyettese volt, ahol nagy fejlesztési projekteket, köztük a Kfir vadászgép létrehozását felügyelte.
A Jom kippuri háború után kezdődött a politikai pályafutása. Az 1973-as választásokon a Likud képviselőjeként a Knesszet tagja lett. 1977-ben újraválasztották és a Külügyi és Védelmi Bizottság elnöke lett. A Camp David-i egyezményt és az egyiptomi–izraeli békeszerződést nem szavazta meg. 1980-ban Menáhém Begín miniszterelnök felajánlotta neki a védelmi miniszteri posztot, de nem fogadta el, mert nem értett egyet a békeszerződés bizonyos feltételeivel. 1981-ben ismét képviselő lett, de 1982. január 19-én lemondott róla, mert kinevezték nagykövetnek az Egyesült Államokba, ahol helyettesének a fiatal Benjámín Netanjáhút választotta. 1983 februárjában visszatért Izraelbe, miután kinevezték védelmi miniszternek Aríél Sárón helyett. 1984-ben tárcanélküli miniszter lett. 1988 és 1990 között külügyminiszter volt, ahol helyettese ismét Netanjáhú volt. 1990 és 1992 között ismét védelmi miniszter lett.
Miután a Likud elveszítette az 1992-es választásokat, visszavonult a politikától, de 1999-ben visszatért és ismét védelmi miniszter lett. Az 1999-es választásokat ismét elvesztette a Likud, de Árensz újra képviselő lett egészen 2003-ig.